# 山内貴之
山内 貴之（やまうち たかゆき、1986年6月17日 - ）は、日本のラグビー選手。

## プロフィール
- 秋田県出身。
- ポジションはセンター(CTB)。
- 身長 180cm、体重 88kg
- 7人制日本代表に選ばれ、主将をつとめたことがある[1]。
- 日本Ａ代表に選ばれたことがある[2]。

## 略歴
小学3年生からラグビーを始めた。
2005年、秋田中央高校卒業後、東海大学に入る。
2009年、東海大学卒業後、トヨタ自動車ヴェルブリッツに加入。同年9月12日に行われたジャパンラグビートップリーグ第2節のホンダヒート戦に途中出場で公式戦初出場を果たす。
2010年、アジア大会の7人制日本代表に選ばれ、金メダル獲得に貢献した。
2017年、トヨタ自動車ヴェルブリッツを退団した。